# Pierre des Baux
Pierre des Baux (également connu sous le nom de Pyrrhus des Baux, ou encore Pirro Del Balzo Orsini, italien : Pirro Del Balzo ; vers 1430 - 24 décembre 1491) est un membre de la noblesse du sud de l'Italie, un protagoniste de la révolte contre la maison d'Aragon et les rois de Naples et de Sicile. Il est 5e duc d'Andria, comte d'Avellin, grand connétable du royaume de Naples en 1482, 1re prince d'Altamura, duc  de Venosa, comte d'Acerra, Bisceglie, Copertino et Montescaglioso, seigneur de Mottola et de San Vito.

## Biographie
Pierre était le fils aîné de Francesco II, troisième duc d'Andrie, et de Sancia di Chiaramonte, comtesse de Copertino, la sœur d'Isabelle de Clermont, épouse du roi aragonais Ferdinand Ier. En 1451, il épousa Maria Donata del Balzo Orsini. Après la mort de son père lors du dernier siège de Constantinople (1453), il reçut de Maria Donata le fief de Venosa et d'autres villes du royaume de Naples.
Pendant la guerre entre Jean II et les Aragonais, Pierre, avec son père, a pris parti pour ces derniers. Lorsque les Aragonais furent mis en déroute à la bataille de Sarno (it), le 7 juillet 1460, Pierre et son père furent assiégés à Andrie par le principal commandant angevin, Giovanni Antonio Orsini del Balzo ; les deux ont été faits prisonniers, tandis que la femme et les fils de Pierre ont également été capturés à Spinazzola. Cependant, les Aragonais obtiennent une victoire décisive à Troia, le 18 août 1462 ; en échange de sa loyauté, le roi Ferdinand lui donne le fief de Ginosa et, après la mort de son père, le nomme grand connétable du royaume de Naples (1481) ainsi que le titre de prince d'Altamura.
En 1480, Pierre participe à la défense d'Otrante contre les Turcs ottomans, en se distinguant à Roca pour un fait d'armes qui vit la mort de 70 Turcs qui s'approvisionnaient en armes et en provisions.
Selon toute vraisemblance, Pirro est présent à Melfi, au printemps 1485, au mariage de Troiano Caracciolo avec Ippolita Sanseverino, à ce qui était le premier acte de la "Conjuration des barons" contre le roi Ferdinand. A l'automne, lorsqu'il reçut l'ordre royal de lutter contre l'invasion des Abruzzes par Giovanni della Rovere, il occupa militairement au contraire des terres pour lui-même à Spinazzola, Genzano et Barletta. Cependant, sa conquête fut bientôt perdue par Ferrante de Naples et, après la capture de sa ville natale de Venosa, le 18 décembre 1486, Pierre fut contraint de se soumettre à Ferdinand.
Le complot n'en est pas moins terminé et l'année suivante, Pierre fut arrêté avec de nombreux autres barons et emprisonné à Castel Nuovo. Toutes ses terres furent attribuées à son gendre, Frédéric Ier de Naples, qui avait épousé sa fille Isabelle.
Pierre mourut en prison à Naples en 1491.

## Mariage et descendance
Pierre se marie en 1451 avec Maria Donna des Baux des Ursins, fille de Gabriel des Baux des Ursins, seigneur de Venosa, et de Jeanne Carraciola.
De cette union naquirent 4 filles :
- Isote Genovra des Baux (1460-1530), mariée le 21 juillet 1471 à Pietro de Guevarra, marquis del Vasto, grand sénéchal de Naples, mort longtemps avant elle.
- Antoinette des Baux (italien : Antonia del Balzo ; 1461-1538), mariée en 1479 à Jean-François de Gonzague, comte de Sabionetta (mort en 1496), fils de Louis III de Gonzague, duc de Mantoue.
- Isabelle des Baux (morte à Ferrare en 1537), seconde épouse de Frédéric d'Aragon, prince de Squillace, roi de Naples (mort en France le 9 novembre 1504), fils de Ferdinand Ier, roi de Naples, et de Jeanne d'Aragon.
- Flora Spinosa des Baux, mariée à Hector de Gesvaldo.

## Sources
- Porzio, C. (1859). La congiura de' baroni. Naples.
- del Balzo di Presenzano, Antonello (2003). A l'asar Bautezar! I del Balzo ed il loro tempo. Naples.
- Pezet, Maurice (1982), Les belles heures du Pays d'Arles, Ed. Jeanne Laffitte, 1982,  (ISBN 2-86276-055-2).